# Lukavice v Čechách
Lukavice v Čechách – przystanek kolejowy w Lukavicy, w kraju pardubickim, w Czechach. Znajduje się na wysokości 380 m n.p.m.
Na przystanku nie ma możliwości zakupu biletu, a obsługa podróżnych odbywa się w pociągu.

## Linie kolejowe
- 021 Týniště nad Orlicí - Letohrad